# خوارزمية لي
خوارزمية لي معروفة أيضًا بخوازمية حلّ المتاهة. هي واحدة من خوارزميات استطلاع المسار و لقيت رواجا تطبيقيا في توجيه أشرطة الربط على لوحات الدوائر الإلكترونية. إنّها تاريخيا أقدم طريقة أدرجت في أنظمة التصميم الألي لاللّوحة المطبوعة و الدارات المتكاملة .

## الخوارزمية
يتم تعريف المتاهة على أنها شبكة من النقاط. تبحث هذه الخوارزمية على أفضل مسار بين نقطة البداية S ونقطة الوصول المتصلة A، وتتجنب النقاط التي تم تعريفها على أنها عوائق. الخوارزمية تتكوّن من أربع إجراءات متتالية و هي :

### التهيئة
انتقل إلى نقطة البداية S ، اسندها علامة 0
0 ← i

### الانتشار
كرر
لجميع النقاط التي تحمل علامة i
لجميع النقاط المجاورة النقطة التي تحمل علامة i
إذا كانت النقاط المجاورة بدون علامة و ليست عائق
اسند النقاط المجاورة علامة i + 1
نهاية إذا
نهاية لجميع
نهاية لجميع
إذا لم توجد نقطة لها علامة i + 1
نهاية الخوارزمية : المسار غير ممكن
نهاية إذا
i + 1 → i
حتى نقطة بعلامة i = الوصول A

### استعاد الطريق
علامة نقطة الوصول i = A
طالما i≠1
انتقل إلى النقطة المجاورة التي تحمل علامة 1 - i
أضف هذه النقطة إلى المسار
i - 1 → i
نهاية طالما

### التنظيف
ألغي جميع العلامات الحالية

## مثال تنفيد

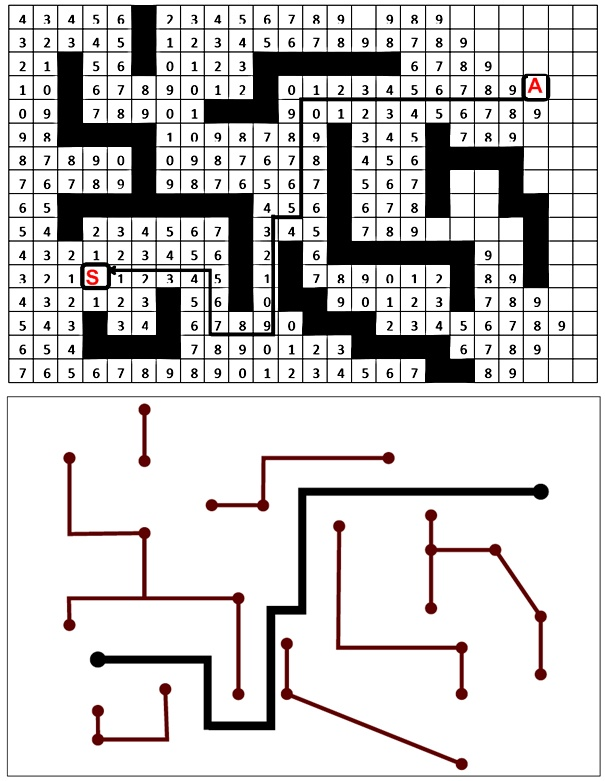
كيف تعمل خوارزمية لي

الصورة هنا على اليسار توضح كيف تعمل خوارزمية لي على شبكة 24 × 16. التطبيق يتمثل في توجيه الروابط في لوحة إلكترونية مطبوعة. الاتساق كيف تلتقي العلامات في جميع النقاط قبل العوائق وبعدها يثير الإعجاب. المسار المستعاد ليس فريدًا ، لكن الخوارزمية تضمن أنّ جميع المسارات الممكن استعادها متساوية المسافة.